# Konstantin I., kralj Škotske
Konstantin I. (škot. Còiseam mac Choinnich) (? - Inverodat, Škotska, oko 877.), kralj Albe, ujedinjenog kraljevstva Pikta i Škota od 862. godine do smrti. Sin je kralja Kennetha I. MacAlpina († 858.) i nasljednik strica, kralja Donalda I. (858. – 862.) iz dinastije Alpina.
Većinu svoje vladavine posvetio je borbi protiv okolnih vladara i u nastojanju konsolidacije Kraljevstva Albe, koje je osnovao njegov otac, Kenneth I., ujedinjenjem Pikta i Škota. Na jugu je ratovao protiv kralja Strathclydea Artgala, a sukob je došao do vrhunca 872. godine, kada je Konstantin I. ubio protivničkog kralja i na njegovo mjesto postavio svog šurjaka Rhuna, čime je uspio Strathclyde podrediti škotskoj kruni. Također, vodio je rat protiv danskog kralja Dublina, Olafa Bijelog, kojega je uspio poraziti sredinom 60-ih 9. stoljeća. Unatoč tome, Vikinzi iz Dublina i Yorkshirea stvorili su bazu na škotskom tlu, odakle su napadali i pljačkali istočne dijelove Škotske.
Konstantin I. je vjerojatno poginuo u bitci protiv Normana (Vikinga), kod Inverodata, oko 877. godine, a na prijestolju ga je naslijedio mlađi brat Aedh, kojeg je škotsko plemstvo ubilo već iduće godine, poslije čega je krunu naslijedio Kennethov unuk, Eochaid.